# Ambohimanambola (Betafo)
Pour les articles homonymes, voir Ambohimanambola.
Ambohimanambola est une commune urbaine malgache, située dans la partie centrale de la région de Vakinankaratra.